# Gretl
gretl (acronimo di Gnu Regression, Econometrics and Time-series Library) è un software libero per econometria e per l'analisi statistica economica. È rilasciato con licenza Gnu.

## Storia
È stato inizialmente creato da Allin Cottrell (Wake Forest University) sviluppando il lavoro di Ramu Ramanathan, docente UCLA. Oggi il team di sviluppo è considerevolmente più grande. Allin Cottrell rimane il leader del progetto.
Dopo alcuni anni ha cominciato a guadagnare una certa notorietà, ed è stato recensito su importanti riviste scientifiche.

## Descrizione
gretl è un software open-source che offre un pacchetto omnicomprensivo di strumenti per l'analisi econometrica e l'analisi di serie storiche (in inglese Time series).
Il programma offre il proprio formato dati basato su XML e può importare ed esportare in molti formati di file compatibili con altri programmi per l'analisi statistica, econometrica e numerica.
Il programma ha anche il proprio linguaggio di scripting, hansl, un linguaggio turing-completo e interpretato, che può essere considerato un domain-specific-language, dotato di tutte le caratteristiche tipiche, tra cui il supporto nativo alle matrici, ai cicli, alle proposizioni condizionali, alle funzioni definite dall'utente e strutture dati complesse. In questo modo l'utente evoluto può scrivere procedure per esigenze particolari; alcune di queste procedure vengono rese pubbliche dagli autori attraverso i cosiddetti pacchetti di funzioni, che offrono funzionalità aggiuntive rispetto al pacchetto base.
Disponibile, inoltre, un supplemento gratuito.